# Auguste-Louis de Talleyrand
Pour les autres membres de la famille, voir Maison de Talleyrand-Périgord.
Auguste-Louis, comte de Talleyrand-Périgord (10 février 1770, Paris - 20 octobre 1832, Cusano Milanino), est un diplomate et homme politique français.

## Biographie
Neveu du cardinal Alexandre-Angélique de Talleyrand-Périgord et frère d'Alexandre-Daniel de Talleyrand-Périgord, il commence sa carrière dans la diplomatie en suivant son père, Louis-Marie-Anne de Talleyrand-Périgord, maréchal de camp et ambassadeur à Naples.
Rentré en France seulement sous le Consulat, il bénéficie de la protection de son cousin germain, Charles-Maurice de Talleyrand-Périgord, ce qui l'amène à être nommé chambellan de Napoléon Ier, puis ministre plénipotentiaire et envoyé extraordinaire auprès de la Confédération suisse en 1808, afin de maintenir le pays sous l'influence de la France. En décembre 1813, il est arrêté par les troupes autrichiennes et expulsé de Suisse.
Dès la première Restauration, le roi Louis XVIII le renomme à ce même poste. Resté fidèle au roi sous les Cent-Jours, il est appelé à la pairie le 17 août 1815 et conserve son ambassade jusqu'en 1823.
Fidèle à la branche aînée des Bourbon, il donne sa démission à la Chambre des pairs après les événements de juillet 1830.

## Publications
- Le renouvellement septennal et intégral de la Chambre des députés (1824)

## Sources
- « Talleyrand (Augustin-Louis, comte de) », dans Adolphe Robert et Gaston Cougny, Dictionnaire des parlementaires français, Edgar Bourloton, 1889-1891 [détail de l’édition]